# وحي خاص
الوحي الخاص هو أحد أنواع الوحي الإلهامي للحقيقة الإلهية لشخص أو أشخاص. وهو يتناقض مع الوحي الموجه للبشرية جمعاء، والذي يُطلق عليه أحيانًا الوحي العام أو وحي النبوة والرسالة. في العديد من الأديان، تُعتبر هذه الرسائل مفيدة للمؤمنين "في فترة تاريخية معينة". ومع ذلك، يُقارن الإيمان بها بالإيمان البشري، على عكس الإيمان المُنْحَى من قِبَل قوى خارقة للطبيعة، ولا تُدرَّس هذه المعتقدات بشكل قاطع. يأتي الوحي الخاص في أشكال متنوعة، مثل الكشف والرؤيا والظهورات والرؤى المريمية. لا يُعتبر أي وحي من هذا القبيل إضافةً إلى الوحي المكتمل أو تعديلاً له، بل رسالة سماوية تُعين متلقيه وغيرهم من المؤمنين على التيقن والعيش وفقًا للوحي.